# Кучище
Кучище е живописно летовище по пътя на туристическия маршрут „Върхове на Балканите“.
Намира се непосредствено под прохода на Чакор в Косово, на единствения път през Проклетия, свързващ Косово (и по-точно Метохия) със сръбските земи: Печ (Косово) – Руговска клисура – Чакор – Велика (Чакор) – Мурино.